# 오디세이학교
오디세이학교는 서울특별시 종로구에 있는 고등학교 1학년 학생에게 고교자유학년제를 위한 위탁 교육하는 공립 각종학교이다. 학생들은 1년 동안 삶의 의미와 방향을 찾는다.

## 분포
종로구에 있는 꿈틀, 은평구에 있는 혁신파크, 종로구에 있는 민들레, 영등포구에 있는 하자, 서초구에 있는 이룸 총 5개의 기관으로 이루어져 있다. 

## 연혁
- 2015년 3월 1일 : 개교
- 2018년 3월 1일 : 정식 각종학교로 전환[1]